# Map of the Problematique
Map of the Problematique är en sång av den engelska rockgruppen Muse, ut på deras 2006 fjärde studioalbum, Black Holes and Revelations. Den släpptes som den femte singeln från albumet 18 juni 2007 som en digital nedladdning.